# 토리노 린고토역
토리노 린고토역(이탈리아어: Stazione di Torino Lingotto)은 이탈리아 북서부 피에몬테주의 주도인 토리노와 코무네를 운행하는 주요 역 중 하나이다. 지하철 린고토역이 인근에 있으며, 2011년 3월 6일에 개업했다.
1960년에 개업한 이 역은 토리노 포르타 누오바역과 토리노 포르타 수사역에 이어 토리노에서 세 번째로 중요한 역이다. 그것은 토리노-제네바 본선의 일부를 형성하며, 토리노와 페네롤로, 쿠네오 및 사보나를 각각 연결하는 3개의 보조 철도의 정류장이기도 하다.
역은 레테 페로비아리아 이탈리아나(RFI)가 관리한다. 대부분의 기차 서비스는 트렌이탈리아에서 운영한다. 각 회사는 이탈리아 국영 철도 회사인 페로비에 델로 스타토(FS)의 자회사이다. 나머지 열차 서비스는 토리노, 알레산드리아, 쿠네오, 아스티 지방의 대중교통을 책임지는 공익법인 GTT와 2010년 11월 여객운송을 시작한 개방형 철도 운영사 아레나웨이스가 운영하고 있다.

## 위치
토리노 린고토역은 토리노 도심의 남동쪽 린고토 지역에 있는 비아 마리오 파눈치오에 있다. 린고토라고도 하는 잘 알려진 전 피아트 자동차 공장과 2006 동계 올림픽의 상징인 아르코 올림피코와 인접해 있다.

## 역사
역은 여객 건물 이 없는 철도 정류장으로 1960년에 설립되었다. 이 시설은 나중에 발착 승객 모두를 수용할 수 있는 건물을 갖춘 역으로 탈바꿈했다.
매일 통과하는 열차 수가 증가함에 따라(단 몇 년 만에 240개에서 270개로) 토리노-제노바 철도의 린고토에서 트로파렐로역까지 복선 구간을 확장하기로 1970년에 결정되었다.
1960년 여객 건물은 1984년에 문을 연 현재 여객 건물에 자리를 만들기 위해 1980년에 철거되었다.

## 시설
역에는 11개 선로와 7개의 플랫폼 선로가 있으며 두 그룹으로 나뉜다. 북부 구간(4선로)과 남부 구간(3선로)이다.
토리노 지하철의 린고토역은 2011년 3월 6일 인근에 개업했다.

## 운행편
역에는 다음 서비스가 제공된다.

### 장거리
역에 정차하는 열차에는 제노바를 경유하는 인터시티와 야간열차가 있다. 제노바, 피사, 리보르노, 로마, 나폴리 및 살레르노로 직접 장거리 연결이 가능하다.

### 지방간
토리노 린고토역은 토리노 광역 철도 서비스의 1, 2, 4호선이 지나고 있다.
| 토리노 SFM                            | 토리노 SFM | 토리노 SFM               |
| ------------------------------------- | ---------- | ------------------------ |
| 토리노 포르타 수사 폰트 카나베세 방면 | SFM1       | 몬칼리에리 키에리 방면   |
| 토리노 포르타 수사 키바소 방면        | SFM2       | 몬칼리에리 피네롤로 방면 |
| 토리노 포르타 수사 토리노 스투라 방면 | SFM4       | 몬칼리에리 브라 방면     |
| 토리노 포르타 수사 토리노 스투라 방면 | SFM7       | 몬칼리에리 포사노 방면   |

## 인터체인지와 연결
역은 도시 버스 라인 14, 41, 63, 63/ 및 74와 환승을 제공한다. 또한 지하철 린고토역과도 연결된다.

## 같이 보기
- 이탈리아의 철도
- 토리노 광역시 철도 서비스
- 린고토역